# Тальменський район
Та́льменський район (рос. Тальменский район) — район у складі Алтайського краю Російської Федерації.
Адміністративний центр — село Тальменка.

## Населення
Населення — 46300 осіб (2019; 46770 в 2010, 48287 у 2002).

## Адміністративний поділ
Район адміністративно поділяється на 1 міське поселення (селищна рада) та 17 сільських поселень (сільських рад):
| Поселення                       | Площа, км² | Населення, осіб (2002) | Населення, осіб (2010) | Населення, осіб (2019) | Центр              | Населені пункти |
| ------------------------------- | ---------- | ---------------------- | ---------------------- | ---------------------- | ------------------ | --------------- |
| Тальменська селищна рада        | 58,74      | 20061                  | 18814                  | 19046                  | Тальменка          | 1               |
| Анисимовська сільська рада      | 336,18     | 2279                   | 1610                   | 1365                   | Анисимово          | 2               |
| Зайцевська сільська рада        | 99,25      | 845                    | 723                    | 734                    | Зайцево            | 1               |
| Казанцевська сільська рада      | 114,26     | 495                    | 343                    | 279                    | Казанцево          | 1               |
| Кашкарагаїхинська сільська рада | 151,17     | 1374                   | 1342                   | 1319                   | Кашкарагаїха       | 3               |
| Курочкинська сільська рада      | 180,26     | 1219                   | 1143                   | 1097                   | Курочкино          | 3               |
| Ларічихинська сільська рада     | 1130,84    | 2690                   | 2659                   | 2531                   | Ларічиха           | 6               |
| Луговська сільська рада         | 163,14     | 2104                   | 2003                   | 1939                   | Лугове             | 3               |
| Лушниковська сільська рада      | 150,15     | 838                    | 644                    | 520                    | Лушниково          | 2               |
| Новоозерська сільська рада      | 739,07     | 4557                   | 5055                   | 5132                   | Озерки (селище)    | 3               |
| Новоперуновська сільська рада   | 107,97     | 1942                   | 2030                   | 1953                   | Новоперуново       | 3               |
| Новотроїцька сільська рада      | 184,54     | 1106                   | 965                    | 881                    | Новотроїцьк        | 3               |
| Озерська сільська рада          | 64,23      | 4361                   | 5082                   | 5311                   | Озерки (село)      | 1               |
| Річкуновська сільська рада      | 58,50      | 346                    | 311                    | 300                    | Річкуново          | 2               |
| Середньосибірська сільська рада | 6,03       | 1822                   | 2042                   | 2006                   | Середньосибірський | 1               |
| Староперуновська сільська рада  | 46,20      | 613                    | 597                    | 588                    | Староперуново      | 2               |
| Шадрінцевська сільська рада     | 133,50     | 738                    | 636                    | 544                    | Шадрінцево         | 2               |
| Шишкинська сільська рада        | 189,73     | 897                    | 771                    | 755                    | Шишкино            | 3               |

2011 року ліквідована Загайновська сільська рада, територія увійшла до складу Анисимовської сільради; ліквідована Забродинська сільська рада, територія увійшла до складу Луговської сільради.

## Найбільші населені пункти
Нижче подано список населених пунктів з чисельністю населенням понад 1000 осіб:
| № | Населений пункт    | Населення, осіб (2002) | Населення, осіб (2010) |
| - | ------------------ | ---------------------- | ---------------------- |
| 1 | Тальменка          | 20061                  | 18814                  |
| 2 | Озерки (село)      | 4361                   | 5082                   |
| 3 | Озерки (селище)    | 3741                   | 4209                   |
| 4 | Ларічиха           | 1960                   | 2121                   |
| 5 | Середньосибірський | 1822                   | 2042                   |
| 6 | Анисимово          | 1738                   | 1287                   |
| 7 | Новоперуново       | 1805                   | 1893                   |
| 8 | Лугове             | 1199                   | 1199                   |